# Weißer Stein Greiz
Weißer Stein Greiz war ein Buchverlag in Greiz von 1990 bis 1995.

## Geschichte
1990 gründete Michael Rudolf mit Gerd Elmar König den Verlag Weißer Stein Greiz. Er war nach einem Geländenamen in Kurtschau bei Greiz benannt.
1991 erschienen einige regionale Bücher als erste Publikationen. Danach wurden vor allem humoristische Titel aufgelegt. Da die Verkaufszahlen zu niedrig waren, musste der Verlag 1995 seine Tätigkeiten beenden.

## Publikationen (Auswahl)
- Michael Rudolf: Burgen, Schlösser und Herrensitze im Vogtland, 1991
- Alfred Thoss:  Die Geschichte der Stadt Greiz von den Anfängen bis zum Ausgang des 17. Jahrhunderts. Mit besonderer Berücksichtigung der Rechts-, Verfassungs- und Wirtschaftsentwicklung, 1991, ISBN 392868101X
- Michael Rudolf: Schloss Liebau und seine Besitzer,  1991

- Johann Christian Schmidt: Der Reußische Robinson, 1991, hrsg. u. bearb. Gerd Elmar König und Michael Rudolf (Erstdruck 1781), ISBN 3928681028
- Gerd Elmar König: Eine Nacht unter Spatzen, 1992 ISBN 3928681044
- Gerhard Henschel: Moselfahrten der Seele (Taschenbuch 11), 1992
- F. W. Bernstein: Der Blechbläser und sein Kind. Graphik, Gritik, Gomik – Zeichnereien, Cartoons, und Schmähbilder, 1993 ISBN 3928681206
- Hans Kantereit: Reisen mit Judith, und andere Geschichten, 1993
- Wiglaf Droste: Kommunikaze, 1993

- Gotthard Brandler (Hrsg.): Drei Jahrhunderte Satire aus dem Sommerpalais Greiz. Mit Katalogbeiträgen von Georg Sauerwein und Anette Reiter, 1994
- Gotthard Brandner (Hrsg.): Triennale Greiz 1994. Karikatur & Cartoon & Komische Zeichnung. Ausstellung vom 20. August bis 30. Oktober 1994. Satiricum im Sommerpalais Greiz, 1994
- Gerhard Henschel: Die gnadenlose Jagd. Ein Kriminalroman. Mit Illustrationen von F.W. Bernstein, 1994
- Thomas Palzer: Hosengträger. Nachrichten aus der Welt von Gestern, 1994 ISBN 3928681265

- Eugen Egner: Phrenesie-Album. Freie Rhapsodien und Paraphrasen. Mit einem Anhang zur Bildgenese, 1994 ISBN 3928681273
- Fanny Müller: Geschichten von Frau K., 1994
- Gerhard Henschel: Lesen ist Essen auf Rädern im Kopf. Elegante Geschichten. Erstausgabe, 1995 ISBN 3928681869
- Fanny Müller: Mein Keks gehört mir, 1995
- Susanne Fischer: Kauft keine Frauen aus Bodenhaltung, 1995
- Fritz Tietz: Und drinnen spielt das Mongoloidenkapellchen, 1995